# Södertälje BBK

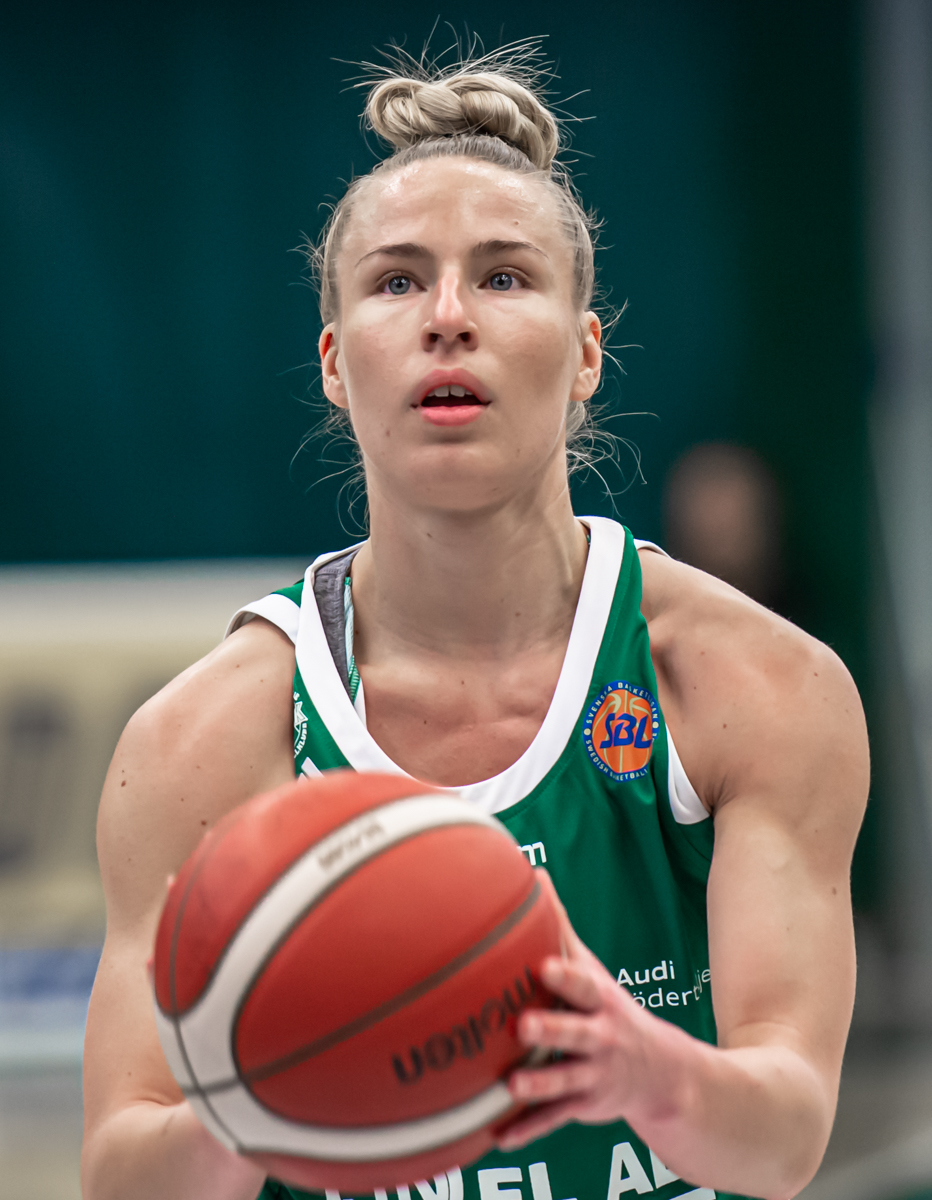
Matilda Claesson

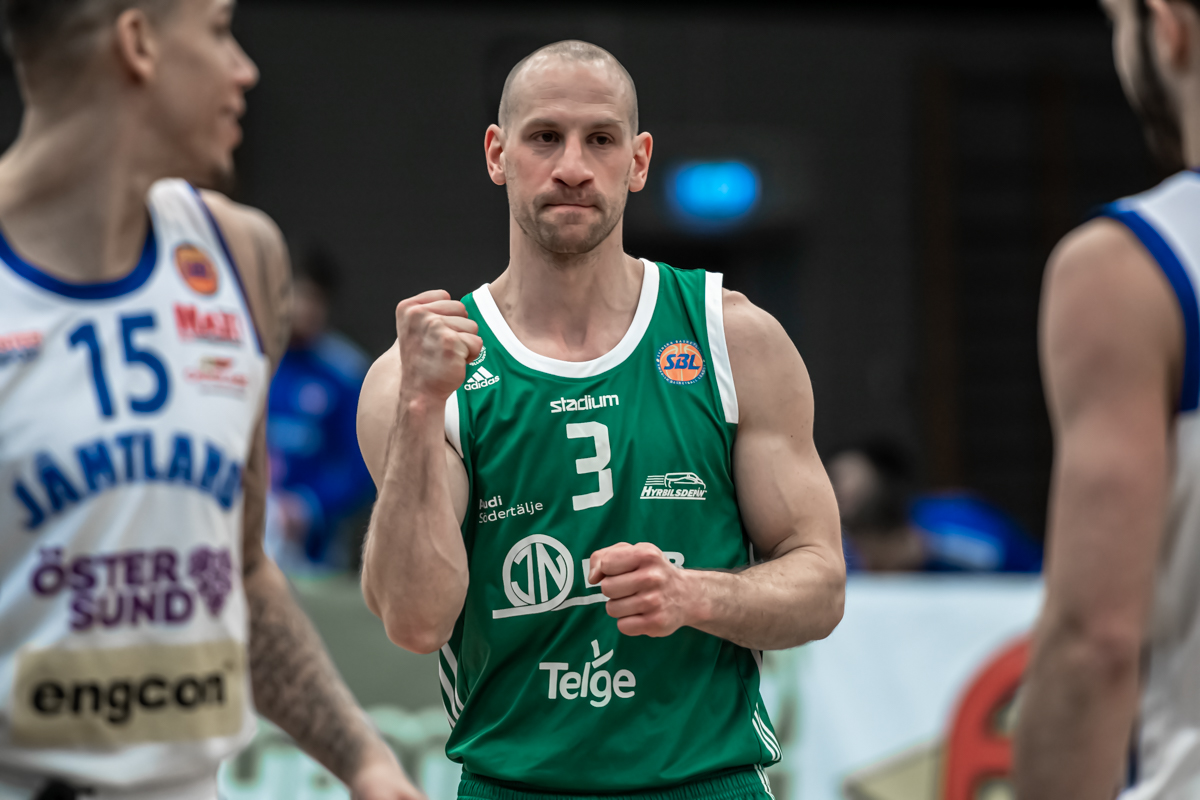
Martin Pahlmblad

Södertälje Basketbollklubb, SBBK, är en basketklubb hemmahörande i Södertälje. SBBK:s representationslag heter på herrsidan Södertälje Kings[källa behövs]. Före augusti 2020 så hette damlaget Telge Basket.. Båda lagen spelar i sina respektive högsta divisioner[när?] för basket i Sverige (Svenska basketligan resp Damligan). SBBK:s hem är Täljehallen i centrala Södertälje, mitt emot nya Södertälje Sjukhus.

## Verksamhet
SBBK:s verksamhet kan delas in i tre delar, elit- och elitungdomsverksamheten (All-star), Stadsdelsverksamheten (SDV) och Södertälje Basketball League (SBL) en korpserie som anordnas i SBBK:s regi.

### Elitverksamheten
Södertälje BBK har ett herrlag, Södertälje Kings, i högsta serien (Svenska basketligan) och detsamma gäller för damlaget, Telge Basket (Damligan). På herrsidan heter utvecklingslaget Knights och spelar i Basketettan och på damsidan Kringlan Basket, som spelar i div 1 Stockholm. Under dessa finns det ungdomslag i SBBK:s ungdomselitsatsning så kallat "allstarlag" dit spelarna tas ut i årskurs 6. Ett otal USM-, JSM- och U20-SM-guld har tagits hem av dessa lag. De senaste lagen som tog USM-guld var F94, F95 , P94 och U20. SBBK är ett av de dominerande lagen på ungdoms- och elitsidan.
Till de rena basketlagen har det nu lagts till verksamhet som drivs i samarbete med skolorna i Södertälje kommun. På Rosenborgsskolan finns det basketklasser i år 7-9 där det är inlagt basket på schemat, detsamma gäller på gymnasiet där det finns en utbildning med basketinriktning. En bra möjlighet att kunna kombinera basketträning och studier.

### Stadsdelsverksamheten
Alla barn mellan 6 och 15 år får vara med i Stadsdelsverksamheten (SDV). Man kan gå till träningen och anmäla sig och när man betalt sin medlemsavgift får man vara med och spela matcher.
Oftast kan man gå till närmaste skola för att spela – namnet stadsdelsverksamheten visar ju på att finns lag över mer eller mindre hela kommunen, även i Nykvarn. Lagen har olika namn som till exempel Rams (Soldalaskolan), Bulls (Stålhamraskolan), Rhinos (Brunnsängskolan) och Wolves (Rosenborgskolan).

### Södertälje Basketball League
För den spelare som blivit för gammal för SDV eller av andra anledningar vill spela på ”motionsnivå” så finns SBL-serierna. Här bildar spelarna tillsammans lag och klarar sin verksamhet ganska mycket själva. Det är en lite högre form av verksamhet än ”korpnivå”.

## Historia

### KFUM-perioden
1960 kom basketen till Mariekällskolan. Det var gymnastikläraren Lennart Carlqvist som fick en grupp av pojkar att börja spela. 1962 kontaktade dessa pojkar KFUM Södertälje för att starta en basketsektion inom deras verksamhet och 1963 kunde pojkarna registrera basketklubben KFUM Södertälje hos Svenska Basketbollförbundet (SBBF), den 21 januari blev man medlem i SBBF.
Första tränaren hette Enno Laur och hade spelat basket i Estland som ung, och träningen startade. Redan i april samma år var man med i KFUM:s riksmästerskap. Det blev dock två förluster (KFUM Göteborg 46-11, och KFUM Sunne 22-31), den första poänggöraren var Per Lindstén. Träningen fortsatte och efter en del vinster i träningsmatcher under sommaren bad man att få starta i en serie högre än tänkt nämligen division 2 östra Svealand. Eftersom laget Solbakca avböjt avancemang släppte SBBF in Södertälje där.
När det var dags för seriespel krävdes det lagdräkter och diskussionen började om vilka färger man skulle ha. Trots att Södertälje IF redan använde grönt och vitt tyckte man att detta var den häftigaste färgerna så det blev grönt och vitt som blev klubbens färger. Det gick bra och i de nya dräkterna kunde man i seriens första match slå KFUM Eskilstuna med 54-22.
1963-1964 startade man en dambasketsektion i klubben. Ett serielag blev det dock inte förrän några år senare.

### SBBK
KFUM Södertäljes styrelse beslöt att lägga ner basketsektionen 1968, skälen var för tung ekonomisk börda och lite för glada fester för deras smak. Underskottet säsongen 1967-1968 var 2 889 kr. Ungdomarna samlades då i KFUM-lokalen för att se hur man skulle kunna rädda basketen i Södertälje. Då bildades en klubb under namnet Södertälje Basketboll Klubb med Benny Johansson som interimsstyrelsens ordförande. Benny skrev ett brev till sina 30 spelare med frågan om huruvida basketen skulle fortsätta eller inte, man fick 27 positiva svar.
Den 6 augusti höll KFUM årsmöte och man upplöste där basketsektionen. Senare på kvällen höll SBBK, som den från starten kallades, ett årsmöte där de 25 ihopsamlade spelarna beslöt sig för att heta just SBBK och utsåg Benny Johansson till ordförande, Peter Sundh till kassör och May Ohlsson som sekreterare. Medlemsavgiften var 1968-1969 50 kr. Man ställde en fråga till KFUM om man kunde få ta över den basketutrustning som de hade. KFUM:s huvudstyrelse hörsammade basketbollklubbens vädjan. SBBK fick 11 gröna och 9 vita herrdräkter, 11 rödsvarta damdräkter, 7 basketbollar, 1 bollpump, 5 foulskyltar och en flodhäst - alltså herrlagets maskot.
Utvecklingen går nu framåt med rasande fart. Damlaget spelar sin första säsong i elitserien 1971 och herrlaget 1973. Efter att ha åkt ut direkt det första året så tog man sig tillbaka snart igen. 1972 startas också den s.k. Stadsdelsverksamheten (SDV) där ungdomar spelar basket ute i sin egen stadsdel och redan den första veckan anmälde sig 400 ungdomar till verksamheten.
1977 vinner damerna sitt första SM, det skulle följa åtta stycken till de påföljande åren. Dominerande spelare var spelare som Ann-Marie Wikner, Britt-Marie Andersson och Kicki Johansson. Herrlaget förlorar samma år i finalen mot Alvik men publikrekordet sätts här till 6414 personer i Scaniarinken. 1978 fick även SBBK sitt första SM-guld på herrsidan där man slår Alvik med 3-2 i matcher (avgörande matchen i en fullproppad Eriksdalshallen).
En annan viktig händelse i klubbens historia är när Täljehallen står färdig 1984 och får tillgång till tre stycken banor och teleskopläktare, en arena med publikkapacitet för 2 000 personer.

## Klubbens historia i punktform
- 1962 - En grupp pojkar börjar spela basketboll i Mariekällskolan i Södertälje under ledning av sin gymnastiklärare. Det var introduktionen av basketboll i ”Hockeystaden”.
- 1963 - Pojkarna kontaktade KFUM i Södertälje och man startade en basketsektion. KFUM deltog i seriespelet i Division 2 Södra Svealand.
- 1966 - KFUM startar ett damlag som även de deltar i seriespel.
- 1968 - KFUM lägger ner sin idrottssektion, inklusive basketbollsektionen. Spelarna bildar Södertälje Basketbollklubb (SBBK) vid ett möte den 17 juli 1968.
- 1970 - Damlaget vinner Division 1 och avancerar till Elitserien där man spelar säsongen 1970/71. Man kommer dock sist och flyttas ner till Division 1 igen.
- 1972 - SBBK startar sin ungdomsverksamhet, Stadsdelsverksamheten (SDV), för alla basketintresserade pojkar och flickor. 400 anmäler sig under den första veckan!
- 1972 - Herrlaget vinner Division 1 och avancerar till Elitserien. Man kommer sist och får återvända till Division 1 efter en säsong.
- 1974 -  Herrlaget kvalificerar sig åter för Elitserien efter en säsong i Division 1. Klubben rekryterar en amerikansk spelare, Roscoe Wilson, som blir idol bland de yngre basketspelarna i Södertälje. Blombackahallen som hade en publikkapacitet på 600 personer blir för liten. I december 1974 spelas för första gången i Sverige en basketmatch i en hockeyarena. 5 700 personer ser SBBK möta Alvik i Scaniarinken!
- 1976 - Damlaget avancerar till Elitserien. Laget rekryterar ett antal spelare som spelar i landslaget. En av dem är Ann-Marie Wikner, stor center från Högsbo.
- 1977 - Damlaget vinner sitt första Svenska Mästerskap. Det blir 9 Mästerskapstitlar i rad; 1977-1985. Herrlaget förlorar för andra året i finalen mot Alvik. Ett nytt publikrekord sätts med 6 414 personer i Scaniarinken. Samma år vinner Herrlaget Svenska cupen.
- 1978 - Herrlaget vinner sin första Svenska mästerskapstitel. Man vinner över Alvik i finalserien med 3-2. De amerikanska spelarna för säsongen heter Lawrence McCray och Glenn Berry.  Laget överraskar stort i sin internationella debut i Cupvinnarcupen och går till kvartsfinal. Där möter man Sinudyne Virtus, Steana Bukarest och FC Barcelona.
- 1979 - Herrlaget deltar i Europeiska cupen men går inte vidare från grundserien. Klubben får finansiella svårigheter efter två års spelande på internationell nivå. Det tar tre år att få ordning på ekonomin.
- 1984 - Täljehallen öppnar den 18 januari. Det är en arena byggd enbart för basketboll med tre banor och teleskopläktare. Hallen har en kapacitet för 2 000 personer.
- 1987 - Svenska Idrottsförbundet väljer SBBK till Årets klubb. Klubben har nu 1 800 aktiva spelare och 150 lag i olika serier.
- 1987 - Efter en mycket dramatisk finalserie, mot Alvik, blir SBBK Svenska mästare för andra gången. Den amerikanske spelaren Marc Glass sätter en trepoängare i slutskedet av matchen.
- 1988 - Herrlaget blir Svenska mästare för tredje gången. SBBK:s lille guard Bo Alvin Duke blir idol på grund av sin excellenta bollkänsla. SBBK slår Aris Thessaloniki med 8 poäng i Europacupen men är chanslösa i returmötet på bortaplan.
- 1992 – Basketligan har premiär. Första omgångens samtliga sju matcher spelas i Globen inför 7 000 åskådare.
- 1995 - SBBK:s herrlag byter namn till Södertälje Kings
- 1997 – SBBK:s damlag vinner, efter tolv års försök sitt tionde SM-guld.
- 1998 – SBBK fyller trettio år och firar med både dam- och herrmatch mot 08 Stockholm och artistuppträdanden i Scaniarinken.
- 1999 – SBBK:s damlag får en egen sponsor och laget heter sedan dess Telge Basket.
- 2003 - Södertälje BBK arrangerar gruppspel i Eurobasket 2003 i Scaniarinken
- 2005 - Södertälje Kings vinner sitt sjunde SM-guld
- 2009 - Södertälje BBK arrangerar U18 EM för damer i Täljehallen
- 2010 - Alla lagen på damsidan tog USM guld
- 2011 - Telge Basket vinner sitt elfte SM-guld
- 2012 - Telge Basket vinner sitt tolfte SM-guld
- 2013 - Södertälje Kings vinner sitt åttonde SM-guld
- 2014 - Södertälje Kings vinner sitt nionde SM-guld
- 2015 - Södertälje Kings vinner sitt tionde SM-guld
- 2016 - Södertälje Kings vinner sitt elfte SM-guld[5]
- 2024 - SBBK:s damlag vinner sitt trettonde SM-guld[6]